# جماهير نادي إنتر ميلان
جماهير إنتر ميلان هم جماهير يقومون بتشجيع النادي المفضَّل لديهم إنتر ميلان عبر مرِّ التاريخ.

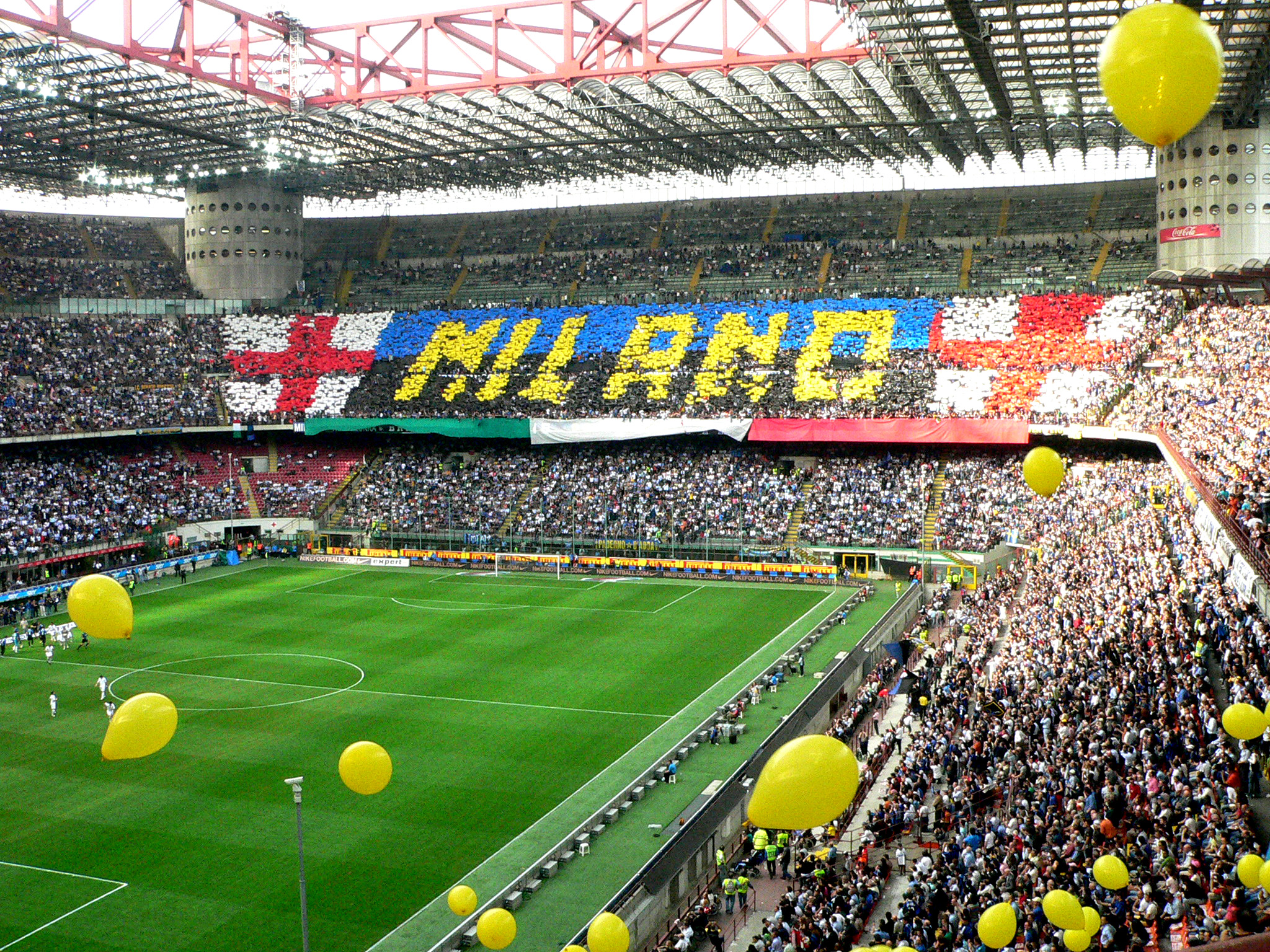
لافتة ضخمة منشئة من طرف مشجعي الإنتر في ملعب جوزيبي مياتسا.

تعتبر جماهير إنتر ميلان من أكبر القواعد الجماهيرية الموجودة في إيطاليا طبقاِ لأبحاث صحيفة لا ريبوبليكا الإيطالية. ووفقا لأحدث دراسة أجرتها شركة ديموس بي، ونشرت في سبتمبر 2012، مفادها أن 14.5 ٪ من الإيطاليين يشجعون الإنتر، مما يجعله في المركز الثالث من حيث الجماهيرية. ووفقا لتقرير من قبل الشركة الألمانية لتسويق التحقيقات رياضة والذي نشر في عام 2010، هناك 17.5 مليون مؤيد في أوروبا،  و9.3 ملايين مشجع في قارة أمريكا الجنوبية. وعلى الرغم من تلك الأرقام إلا أن أكبر تمركز لمشحعين الفريق يقع في مدينة ميلانو، فينتمي أكثرهم إلى الطبقة المتوسطة البرجوازية،  عكس أنصار نادي إيه سي ميلان التي هي من الطبقة الكادحة والعاملة. وتمثل «البويز سان» مجموعة التراس الإنتر والتي لديها مكانة هامة وعظيمة لدى أوساط الألتراسات بشكل عام نظراً لأنها أحد أقدم الألتراسات على الإطلاق، والتي تأسست في عام 1969.
وبالإضافة إلى المجموعة الرئيسية «بويز سان» فإن هناك أربع رابطات أخرى غيرها وهي: " Viking, Irriducibili, Ultras, and Brianza Alcoolica ". ومن المعروف مشجعين الإنتر الأكثر صخباً يجتمعون في مدرجات الكورفانورد "Curva Nord" أو المدرج الشمالي لملعب جوزيبي مياتسا، وهذا التقليد يأدى منذ فترة طويلة إذ أن أكبر ألتراسات النادي في هذا المدرج، وهي التي تتكفل باليافطات واللافتات وإبراز الأعلام الكبيرة في محاولة لدعم الفريق وإظهار المحبة للنادي.
لنادي الإنتر لمنافسين في كرة القدم الإيطالية، أول تلك المنافسات مع إيه سي ميلان ويطلق عليها ديربي ميلان، وللديربي أسماء عديدة أهمها ديربي الغضب  وديربي ميلانو  وديربي ديلا المادونينا، تكريما لأحد المعالم الرئيسية لمدينة ميلانو، وهو تمثال لمريم العذراء الموضوع على قمة كاتدرائية ميلانو، والذي يسمى عادة «المادونينا». المنافس الأخر هو يوفنتوس وتعرف تلك المنافسة باسم ديربي إيطاليا،  فحتى عام 2006 عندما وقعت فضيحة كرة القدم الإيطالية، والتي شهد هبوط يوفنتوس، أصبح الانتر النادي الوحيد الذي لم يهبط لدوري المظاليم.

## اُنظر أيضاً
- أكاديمية إنتر كامبوس الخيرية.
- تاريخ إنتر ميلان.